# Danh sách tiểu hành tinh: 7501–7600
| Tên                   | Tên đầu tiên | Ngày phát hiện       | Nơi phát hiện           | Người phát hiện                                        |
| --------------------- | ------------ | -------------------- | ----------------------- | ------------------------------------------------------ |
| 7501 Farra            | 1996 VD3     | 9 tháng 11 năm 1996  | Farra d'Isonzo          | Farra d'Isonzo                                         |
| 7502                  | 1996 VP7     | 15 tháng 11 năm 1996 | Nachi-Katsuura          | Y. Shimizu, T. Urata                                   |
| 7503                  | 1996 VJ38    | 7 tháng 11 năm 1996  | Kushiro                 | S. Ueda, H. Kaneda                                     |
| 7504 Kawakita         | 1997 AF1     | 2 tháng 1 năm 1997   | Oizumi                  | T. Kobayashi                                           |
| 7505 Furusho          | 1997 AM2     | 3 tháng 1 năm 1997   | Oizumi                  | T. Kobayashi                                           |
| 7506 Lub              | 4837 P-L     | 24 tháng 9 năm 1960  | Palomar                 | C. J. van Houten, I. van Houten-Groeneveld, T. Gehrels |
| 7507 Israel           | 7063 P-L     | 17 tháng 10 năm 1960 | Palomar                 | C. J. van Houten, I. van Houten-Groeneveld, T. Gehrels |
| 7508 Icke             | 2327 T-3     | 16 tháng 10 năm 1977 | Palomar                 | C. J. van Houten, I. van Houten-Groeneveld, T. Gehrels |
| 7509 Gamzatov         | 1977 EL      | 9 tháng 3 năm 1977   | Nauchnij                | N. S. Chernykh                                         |
| 7510                  | 1978 UF6     | 27 tháng 10 năm 1978 | Palomar                 | C. M. Olmstead                                         |
| 7511 Patcassen        | 1981 EX24    | 2 tháng 3 năm 1981   | Siding Spring           | S. J. Bus                                              |
| 7512 Monicalazzarin   | 1983 CA1     | 15 tháng 2 năm 1983  | Anderson Mesa           | E. Bowell                                              |
| 7513                  | 1985 RU2     | 5 tháng 9 năm 1985   | La Silla                | H. Debehogne                                           |
| 7514                  | 1986 ED      | 7 tháng 3 năm 1986   | Kobuchizawa             | M. Inoue, O. Muramatsu, T. Urata                       |
| 7515 Marrucino        | 1986 EF5     | 5 tháng 3 năm 1986   | La Silla                | G. DeSanctis                                           |
| 7516 Kranjc           | 1987 MC      | 18 tháng 6 năm 1987  | Bologna                 | Osservatorio San Vittore                               |
| 7517                  | 1989 AD      | 3 tháng 1 năm 1989   | Chiyoda                 | T. Kojima                                              |
| 7518                  | 1989 FG      | 29 tháng 3 năm 1989  | Toyota                  | K. Suzuki, T. Furuta                                   |
| 7519 Paulcook         | 1989 UN3     | 31 tháng 10 năm 1989 | Stakenbridge            | B. G. W. Manning                                       |
| 7520                  | 1990 BV      | 21 tháng 1 năm 1990  | Okutama                 | T. Hioki, S. Hayakawa                                  |
| 7521                  | 1990 QS2     | 24 tháng 8 năm 1990  | Palomar                 | H. E. Holt                                             |
| 7522                  | 1991 AJ      | 9 tháng 1 năm 1991   | Yorii                   | M. Arai, H. Mori                                       |
| 7523                  | 1991 PF18    | 8 tháng 8 năm 1991   | Palomar                 | H. E. Holt                                             |
| 7524                  | 1991 RW19    | 14 tháng 9 năm 1991  | Palomar                 | H. E. Holt                                             |
| 7525 Kiyohira         | 1992 YE      | 18 tháng 12 năm 1992 | Yakiimo                 | A. Natori, T. Urata                                    |
| 7526                  | 1993 AA      | 2 tháng 1 năm 1993   | Oohira                  | T. Urata                                               |
| 7527 Marples          | 1993 BJ      | 20 tháng 1 năm 1993  | Oohira                  | T. Urata                                               |
| 7528 Huskvarna        | 1993 FS39    | 19 tháng 3 năm 1993  | La Silla                | UESAC                                                  |
| 7529 Vagnozzi         | 1994 BC      | 16 tháng 1 năm 1994  | Colleverde              | Colleverde di Guidonia                                 |
| 7530 Mizusawa         | 1994 GO1     | 15 tháng 4 năm 1994  | Kitami                  | K. Endate, K. Watanabe                                 |
| 7531 Pecorelli        | 1994 SC      | 24 tháng 9 năm 1994  | Stroncone               | Stroncone                                              |
| 7532 Pelhřimov        | 1995 UR1     | 22 tháng 10 năm 1995 | Kleť                    | M. Tichý                                               |
| 7533                  | 1995 UE6     | 25 tháng 10 năm 1995 | Nachi-Katsuura          | Y. Shimizu, T. Urata                                   |
| 7534                  | 1995 UA7     | 16 tháng 10 năm 1995 | Nachi-Katsuura          | Y. Shimizu, T. Urata                                   |
| 7535                  | 1995 WU2     | 16 tháng 11 năm 1995 | Kushiro                 | S. Ueda, H. Kaneda                                     |
| 7536 Fahrenheit       | 1995 WB7     | 21 tháng 11 năm 1995 | Nachi-Katsuura          | Y. Shimizu, T. Urata                                   |
| 7537 Solvay           | 1996 HS8     | 17 tháng 4 năm 1996  | La Silla                | E. W. Elst                                             |
| 7538 Zenbei           | 1996 VE6     | 15 tháng 11 năm 1996 | Oizumi                  | T. Kobayashi                                           |
| 7539                  | 1996 XS32    | 6 tháng 12 năm 1996  | Kushiro                 | S. Ueda, H. Kaneda                                     |
| 7540                  | 1997 AK21    | 9 tháng 1 năm 1997   | Kushiro                 | S. Ueda, H. Kaneda                                     |
| 7541 Nieuwenhuis      | 4019 T-3     | 16 tháng 10 năm 1977 | Palomar                 | C. J. van Houten, I. van Houten-Groeneveld, T. Gehrels |
| 7542 Johnpond         | 1953 GN      | 7 tháng 4 năm 1953   | Heidelberg              | K. Reinmuth                                            |
| 7543 Prylis           | 1973 SY      | 19 tháng 9 năm 1973  | Palomar                 | C. J. van Houten, I. van Houten-Groeneveld, T. Gehrels |
| 7544 Tipografiyanauka | 1976 UB2     | 16 tháng 10 năm 1976 | Nauchnij                | T. M. Smirnova                                         |
| 7545 Smaklösa         | 1978 OB      | 28 tháng 7 năm 1978  | Mount Stromlo           | C.-I. Lagerkvist                                       |
| 7546                  | 1979 MB4     | 25 tháng 6 năm 1979  | Siding Spring           | E. F. Helin, S. J. Bus                                 |
| 7547                  | 1979 MO4     | 25 tháng 6 năm 1979  | Siding Spring           | E. F. Helin, S. J. Bus                                 |
| 7548 Engström         | 1980 FW2     | 16 tháng 3 năm 1980  | La Silla                | C.-I. Lagerkvist                                       |
| 7549 Woodard          | 1980 TO5     | 9 tháng 10 năm 1980  | Palomar                 | C. S. Shoemaker, E. M. Shoemaker                       |
| 7550 Woolum           | 1981 EV8     | 1 tháng 3 năm 1981   | Siding Spring           | S. J. Bus                                              |
| 7551 Edstolper        | 1981 EF26    | 2 tháng 3 năm 1981   | Siding Spring           | S. J. Bus                                              |
| 7552 Sephton          | 1981 EB27    | 2 tháng 3 năm 1981   | Siding Spring           | S. J. Bus                                              |
| 7553 Buie             | 1981 FG      | 30 tháng 3 năm 1981  | Anderson Mesa           | E. Bowell                                              |
| 7554 Johnspencer      | 1981 GQ      | 5 tháng 4 năm 1981   | Anderson Mesa           | E. Bowell                                              |
| 7555 Venvolkov        | 1981 SZ6     | 28 tháng 9 năm 1981  | Nauchnij                | L. V. Zhuravleva                                       |
| 7556                  | 1982 FX2     | 18 tháng 3 năm 1982  | La Silla                | H. Debehogne                                           |
| 7557                  | 1982 FK3     | 21 tháng 3 năm 1982  | La Silla                | H. Debehogne                                           |
| 7558 Yurlov           | 1982 TB2     | 14 tháng 10 năm 1982 | Nauchnij                | L. G. Karachkina                                       |
| 7559 Kirstinemeyer    | 1985 VF      | 14 tháng 11 năm 1985 | Đài thiên văn Brorfelde | P. Jensen                                              |
| 7560 Spudis           | 1986 AJ      | 10 tháng 1 năm 1986  | Palomar                 | C. S. Shoemaker, E. M. Shoemaker                       |
| 7561 Patrickmichel    | 1986 TR2     | 7 tháng 10 năm 1986  | Anderson Mesa           | E. Bowell                                              |
| 7562 Kagiroino-Oka    | 1986 WO9     | 30 tháng 11 năm 1986 | Kiso                    | H. Kosai, K. Hurukawa                                  |
| 7563                  | 1988 BC      | 16 tháng 1 năm 1988  | Chiyoda                 | T. Kojima                                              |
| 7564 Gokumenon        | 1988 CA      | 7 tháng 2 năm 1988   | Kavalur                 | R. Rajamohan                                           |
| 7565 Zipfel           | 1988 RD11    | 14 tháng 9 năm 1988  | Cerro Tololo            | S. J. Bus                                              |
| 7566                  | 1988 SP      | 18 tháng 9 năm 1988  | La Silla                | H. Debehogne                                           |
| 7567                  | 1988 TC1     | 13 tháng 10 năm 1988 | Kushiro                 | S. Ueda, H. Kaneda                                     |
| 7568                  | 1988 VJ2     | 7 tháng 11 năm 1988  | Okutama                 | T. Hioki, N. Kawasato                                  |
| 7569                  | 1989 BK      | 28 tháng 1 năm 1989  | Gekko                   | Y. Oshima                                              |
| 7570                  | 1989 CP      | 5 tháng 2 năm 1989   | Yorii                   | M. Arai, H. Mori                                       |
| 7571 Weisse Rose      | 1989 EH6     | 7 tháng 3 năm 1989   | Tautenburg Observatory  | F. Börngen                                             |
| 7572 Znokai           | 1989 SF      | 23 tháng 9 năm 1989  | Kitami                  | K. Endate, K. Watanabe                                 |
| 7573 Basfifty         | 1989 VX      | 4 tháng 11 năm 1989  | Stakenbridge            | B. G. W. Manning                                       |
| 7574                  | 1989 WO1     | 20 tháng 11 năm 1989 | Oohira                  | W. Kakei, M. Kizawa, T. Urata                          |
| 7575 Kimuraseiji      | 1989 YK      | 22 tháng 12 năm 1989 | Yatsugatake             | Y. Kushida, O. Muramatsu                               |
| 7576                  | 1990 BN      | 21 tháng 1 năm 1990  | Yorii                   | M. Arai, H. Mori                                       |
| 7577                  | 1990 QV4     | 24 tháng 8 năm 1990  | Palomar                 | H. E. Holt                                             |
| 7578 Georgböhm        | 1990 SP7     | 22 tháng 9 năm 1990  | La Silla                | E. W. Elst                                             |
| 7579                  | 1990 TN1     | 14 tháng 10 năm 1990 | Palomar                 | E. F. Helin                                            |
| 7580 Schwabhausen     | 1990 TM7     | 13 tháng 10 năm 1990 | Tautenburg Observatory  | F. Börngen, L. D. Schmadel                             |
| 7581 Yudovich         | 1990 VY13    | 14 tháng 11 năm 1990 | Nauchnij                | L. G. Karachkina                                       |
| 7582                  | 1990 WL      | 20 tháng 11 năm 1990 | Siding Spring           | R. H. McNaught                                         |
| 7583 Rosegger         | 1991 BA3     | 17 tháng 1 năm 1991  | Tautenburg Observatory  | F. Börngen                                             |
| 7584 Ossietzky        | 1991 GK10    | 9 tháng 4 năm 1991   | Tautenburg Observatory  | F. Börngen                                             |
| 7585                  | 1991 PK8     | 5 tháng 8 năm 1991   | Palomar                 | H. E. Holt                                             |
| 7586 Bismarck         | 1991 RH7     | 13 tháng 9 năm 1991  | Tautenburg Observatory  | L. D. Schmadel, F. Börngen                             |
| 7587 Weckmann         | 1992 CF3     | 2 tháng 2 năm 1992   | La Silla                | E. W. Elst                                             |
| 7588                  | 1992 FJ1     | 24 tháng 3 năm 1992  | Siding Spring           | R. H. McNaught                                         |
| 7589                  | 1992 SR1     | 16 tháng 9 năm 1992  | Dynic                   | A. Sugie                                               |
| 7590 Aterui           | 1992 UP4     | 16 tháng 10 năm 1992 | Kitami                  | K. Endate, K. Watanabe                                 |
| 7591                  | 1992 WG3     | 18 tháng 11 năm 1992 | Kushiro                 | S. Ueda, H. Kaneda                                     |
| 7592 Takinemachi      | 1992 WR3     | 23 tháng 11 năm 1992 | Kiyosato                | S. Otomo                                               |
| 7593                  | 1992 WP4     | 21 tháng 11 năm 1992 | Palomar                 | E. F. Helin                                            |
| 7594 Shotaro          | 1993 BH2     | 19 tháng 1 năm 1993  | Geisei                  | T. Seki                                                |
| 7595 Växjö            | 1993 FN26    | 21 tháng 3 năm 1993  | La Silla                | UESAC                                                  |
| 7596 Yumi             | 1993 GH      | 10 tháng 4 năm 1993  | Kitami                  | K. Endate, K. Watanabe                                 |
| 7597 Shigemi          | 1993 GM      | 14 tháng 4 năm 1993  | Kiyosato                | S. Otomo                                               |
| 7598                  | 1994 CS      | 4 tháng 2 năm 1994   | Kushiro                 | S. Ueda, H. Kaneda                                     |
| 7599 Munari           | 1994 PB      | 3 tháng 8 năm 1994   | San Marcello            | A. Boattini, M. Tombelli                               |
| 7600 Vacchi           | 1994 RB1     | 9 tháng 9 năm 1994   | Colleverde              | V. S. Casulli                                          |